# Sōke
Sōke (jap. 宗家) – używany w japońskich sztukach walki, zwłaszcza w karate, termin określający twórcę bądź założyciela stylu (szkoły). 
Pierwotnie zarezerwowany wyłącznie dla uznanych japońskich mistrzów (Gichin Funakoshi, Masutatsu Ōyama, Takayuki Kubota) i często używany dopiero pośmiertnie. Obecnie termin ten jest szeroko używany na określenie twórców nowych sztuk walki lub nowych szkół już istniejących sztuk walki. Łączy się to z nadaniem najwyższego możliwego stopnia. W niektórych przypadkach tytuł sōke przyznają sobie także osoby, które "wskrzesiły" sztukę walki lub szkołę sztuki walki, która wydawała się zapomniana.